# 荷兰中央银行
52°21′31.40″N 4°54′0.0″E / 52.3587222°N 4.900000°E
荷兰中央银行 （荷蘭語：De Nederlandsche Bank，直译：「荷兰银行」）是荷兰的中央银行，隶属歐洲央行體系。

## 历史
总部设在阿姆斯特丹，行长由皇室指定。1814年荷兰国王威廉一世设立中央银行主控货币发行，国家成为央行唯一的持股人。荷兰央行自成立之初一直维持着一个固定利率直到1999年其加入欧洲经济与货币联盟。

## 画廊

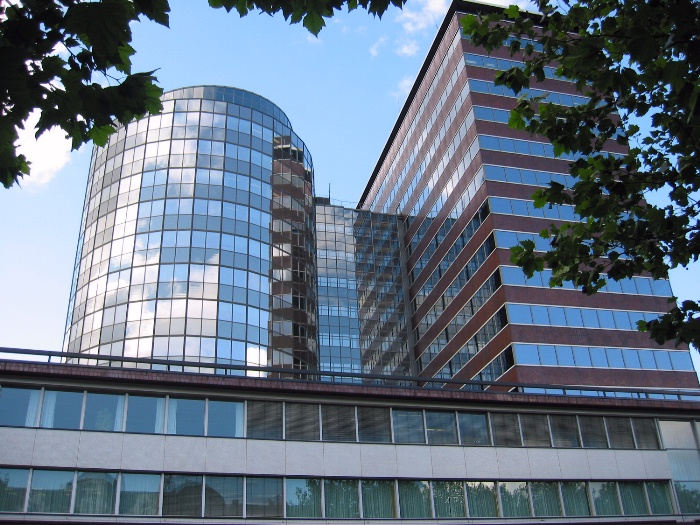
荷兰中央银行